# Gerres
Las mojarras de aletas amarillas (género Gerres) son peces marinos de la familia de las mojarras o gérridos, distribuido ampliamente por la mayoría de los océanos, aunque la mayoría de las especies son del oeste del océano Pacífico.
Tienen el cuerpo pequeño y comprimido lateralmente, con un hocico puntiagudo, generalmente de color plateado, con una longitud corporal máxima de entre 7 y 40 cm, según la especie.

## Especies
Existen 30 especies válidas en este género:
- Gerres akazakii (Iwatsuki, Kimura y Yoshino, 2007)
- Gerres argyreus (Forster, 1801)
- Gerres baconensis (Evermann y Seale, 1907)
- Gerres chrysops (ki, Kimura y Yoshino, 1999)
- Gerres cinereus (Walbaum, 1792) - Mojarra blanca, Mojarra de casta, Mojarra rayada, etc.
- Gerres decacanthus (Bleeker, 1864)
- Gerres equulus (Temminck y Schlegel, 1844)
- Gerres erythrourus (Bloch, 1791)
- Gerres filamentosus (Cuvier, 1829) - Mojarra de hebra.
- Gerres infasciatus (Iwatsuki y Kimura, 1998)
- Gerres japonicus (Bleeker, 1854)
- Gerres kapas (Bleeker, 1851)
- Gerres limbatus (Cuvier, 1830) - Mojarra ensillada.
- Gerres longirostris (Lacepède, 1801) - Mojarra espinuda o Mojarra timonera.
- Gerres macracanthus (Bleeker, 1854)
- Gerres maldivensis (Regan, 1902)
- Gerres methueni (Regan, 1920)
- Gerres microphthalmus (Iwatsuki, Kimura y Yoshino, 2002)
- Gerres mozambiquensis (Iwatsuki y Heemstra, 2007)
- Gerres nigri (Günther, 1859) - Mojarra guineana.
- Gerres oblongus (Cuvier, 1830) - Mojarra elegante.
- Gerres ovatus (Günther, 1859)
- Gerres oyena (Forsskål, 1775) - Mojarra común.
- Gerres phaiya (Iwatsuki y Heemstra, 2001)
- Gerres philippinus (Günther, 1862)
- Gerres ryukyuensis (Iwatsuki, Kimura y Yoshino, 2007)
- Gerres setifer (Hamilton, 1822)
- Gerres shima (Iwatsuki, Kimura y Yoshino, 2007)
- Gerres silaceus (Iwatsuki, Kimura y Yoshino, 2001)
- Gerres subfasciatus (Cuvier, 1830)